# Tarassiwka (Cherson)
Tarassiwka (ukrainisch Тарасівка; russisch Тарасовка Tarassowka) ist ein Dorf in der ukrainischen Oblast Cherson mit etwa 2000 Einwohnern (2001).
Das 1845 von Siedlern aus benachbarten Ortschaften gegründete Dorf liegt 14 km nordöstlich vom Gemeindezentrum Wynohradowe, 40 km südöstlich vom ehemaligen Rajonzentrum Oleschky und 53 km südöstlich vom Oblastzentrum Cherson.
Durch das Dorf verläuft die Fernstraße M 17 / E 97.
Am 9. Dezember 2016 wurde das Dorf ein Teil der Landgemeinde Wynohradowe; bis dahin bildete es zusammen mit den Dörfern Klyny (Клини), Prywitne (Привітне) und Ridne (Рідне, bis 2016 Leninka) die Landratsgemeinde Tarassiwka (Тарасівська сільська рада/Tarassiwska silska rada) im Süden des Rajons Oleschky.
Seit dem 17. Juli 2020 ist es ein Teil des Rajons Cherson.